# Zygorhiza kochii
Zygorhiza kochii és un gènere de cetacis extints.
Era un gènere proper al cèlebre Basilosaurus, però era més petit i menys allargat. Feia uns sis metres de longitud. Zygorhiza tenia aletes que, a diferència de les dels cetacis actuals, es podien moure a l'altura del colze. Les potes darreres eren rudimentàries i el seu crani d'un metre tenia mandíbules temibles amb dents letals. Tenia un coll compost de set vèrtebres.